# 江原特別自治道

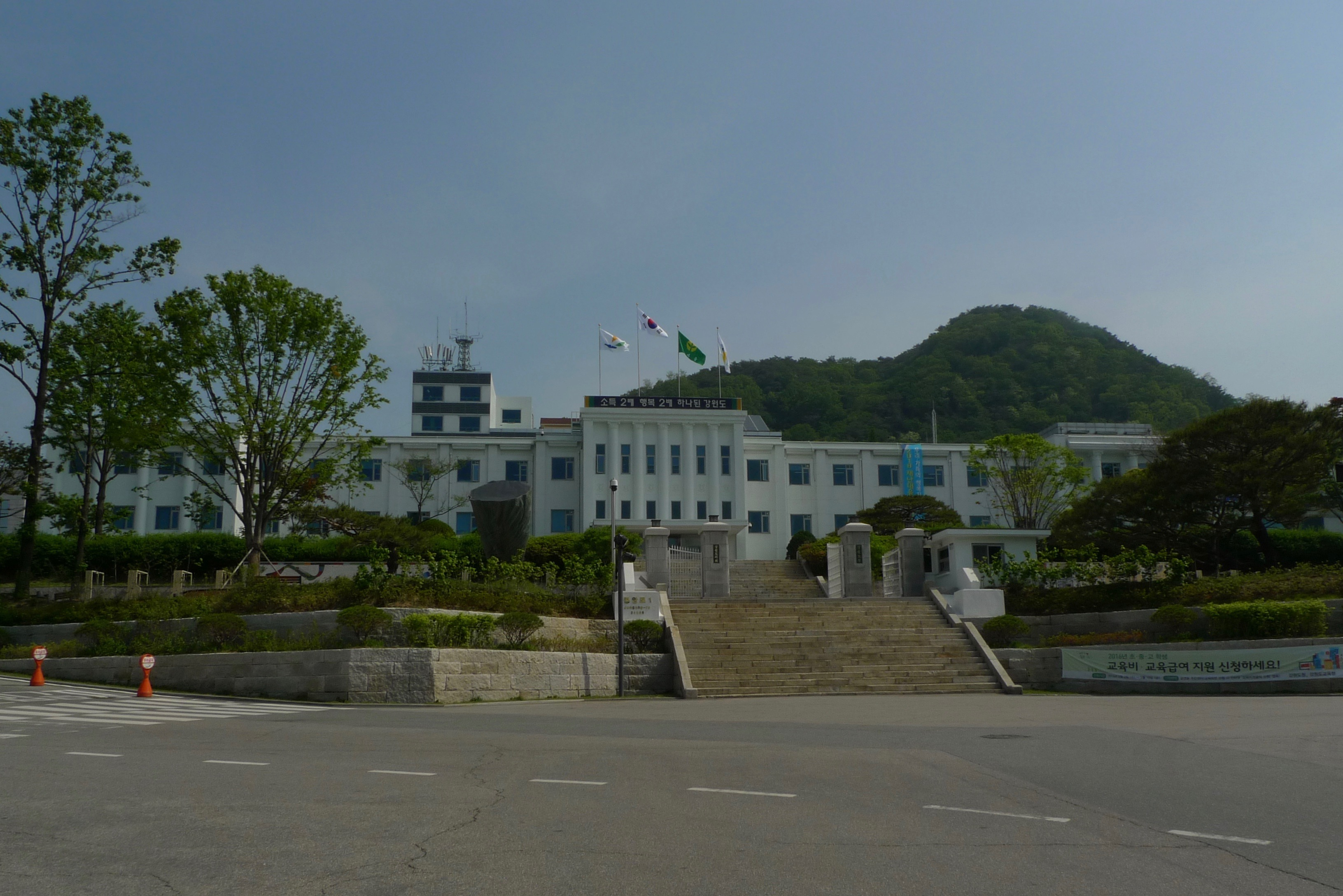
江原特別自治道庁

江原特別自治道（カンウォンとくべつじちどう、朝: 강원특별자치도）は、朝鮮半島中東部、大韓民国（韓国）の北東部にある道。日本海に面している。

## 概説
江原の名は朝鮮八道の江原道から引き継いだものであり、軍事境界線（北緯38度線）を挟んだ朝鮮民主主義人民共和国側にも江原道が存在している。名前のもととなった江陵と原州はいずれも韓国側にある。面積は日本の岩手県よりやや広い。
全体的に山がちで平地は少ない。鉄原郡などの内陸部は韓国で最も寒さが厳しい。ジャガイモやトウモロコシを特産品とする。
北部の軍事境界線非武装地帯付近と白頭大幹一帯に多様な生態系があり、渡り鳥の重要な中継地である。また、ツシマヤマネコ、タイリクモモンガ、ヤガタニゴイ、ヤリタナゴ、コンゴウハヤ、クサガメ、チョウセンナメラ、スウォンアマガエル、マルバウマノスズクサなどの希少種または絶滅危惧種が生息しており、2019年にユネスコの生物圏保護区に指定された。花崗岩地帯が比較的多い地域で、環境部の国立環境科学院が2011年と2012年に全国の住宅7885戸の室内でラドン濃度を測定したところ、その環境基準超過率が42.0％と全国で最も高かった。 
江原特別自治道に属する平昌郡、旌善郡、江陵市は2018年平昌オリンピック・パラリンピック、2024年江原道ユースオリンピックの開催地となった。同大会の開催に合わせ、東西方向の鉄道路線として京江線が建設された。
2022年5月29日、韓国国会で「江原特別自治道設置等に関する特別法案」が通過したことを受け、2023年6月11日より江原道から江原特別自治道に名称変更された。ただし、基礎自治体が消滅した済州特別自治道・世宗特別自治市と異なり、所轄する基礎自治体は自治権を維持している。なお、同道の英訳名称も他の道の「Province」とは異なり、江原特別自治道の成立に伴い「Gangwon State」に変わった（旧江原道時代は「Gangwon Province」であった）。韓国の市・道の公式サイトのドメインも「go.kr」に統一された。

## 気候
気候は内陸部は韓国で最も寒冷で、夏は冷涼な一方、日本海沿岸部は海洋性気候となりそれほど厳しい寒さとはならない。しかし、降雪量の少ない韓国の中では最も雪が多い地方であり、江陵、束草、東海などでは1mを超える積雪を記録したこともある。
1月の平均気温：
江陵（0.3℃）　束草（-0.2℃）　太白（-4.9℃）　洪川（-5.6℃）　原州（-4.8℃）　春川（-4.5℃）　鉄原（-5.3℃）
8月の平均気温：
江陵（24.4℃） 束草（23.7℃）　太白（20.8℃）　洪川（24.0℃）　原州（24.5℃）　春川（24.3℃）　鉄原（24.0℃）

## 観光
雪岳山、五台山などの景勝地なども多く、金剛山を含む江原道の北朝鮮統治区域から慶尚北道の北部にかけて、古くから知られた関東八景と呼ばれる8つの景勝地がある。
テレビドラマ「冬のソナタ」等のロケ地として有名となった春川市がある他、その他の町や観光名所でも映画が撮影されるなど、映画・ドラマロケ地の観光に来る観光客が多くなっている。襄陽郡には襄陽国際空港がある。
また、炭坑跡地を活用した江原ランドリゾートにあるカジノは、韓国において唯一内国人でも（外国人も利用可）利用できるカジノとして知られている。

## 行政
- 江原特別自治道知事
  - 第39代 (民選8期)[注 1]  : 金鎮台（김진태 、2022年7月1日～現職者）
  - 第38代（民選7期）：崔文洵（최문순 、2018年7月1日～2022年6月30日）
  - 第37代（民選6期）：崔文洵（최문순 、2014年7月1日～2018年6月30日）
  - 第36代（民選5期）：崔文洵（최문순 、2011年4月28日～2014年6月30日）:2011年4月27日の補選で当選。李光宰前知事の残余任期を勤める。
  - 第35代（民選5期）：李光宰（이광재 、2010年7月1日～2011年1月27日）:2010年6月2日の地方選挙で当選した。しかし同月11日、ソウル高等法院において政治資金法違反などの罪で懲役6ヶ月・執行猶予1年の判決を受け更に2011年1月に有罪が確定したため失職。[10][11]。同年4月27日に補欠選挙が行われた。
  - 第34代（民選4期）：金振兟（김진선 、2006年7月1日～2010年6月30日）

- 江原特別自治道教育監
  - 現職者（第19代）：シン・ギョンホ（신경호、保守性向、第8回地方選挙で民選4期[注 2][12]教育監職に初当選、2022年7月1日から2026年6月30日（予定）まで在任[注 3]）
- 道議会：49議席（地域区44＋比例代表5）地域区は小選挙区制。

|            |                     | 合計 | 党派別内訳 | 党派別内訳 |
| 共に民主党 | 国民の力 (道政与党) | 合計 |            |            |
| 合計       | 合計                | 49   | 6          | 43         |
| ---------- | ------------------- | ---- | ---------- | ---------- |
| 選挙別内訳 | 地域区              | 44   | 4          | 40         |
| 選挙別内訳 | 比例代表            | 5    | 2          | 3          |
出典：江原特別自治道議会 （2023年5月25日閲覧）

## 対外関係

### 日本との関係
姉妹自治体・提携自治体
- 鳥取県
  - 1994年（平成6年）11月7日提携[13]

## 行政区画

### 市部
1. 春川市（江原特別自治道庁所在地）
2. 原州市
3. 江陵市
4. 東海市
5. 太白市
6. 束草市
7. 三陟市

### 郡部
1. 洪川郡
2. 横城郡
3. 寧越郡
4. 平昌郡
5. 旌善郡
6. 鉄原郡
7. 華川郡
8. 楊口郡
9. 麟蹄郡
10. 高城郡
11. 襄陽郡

読みは大韓民国の地方行政区画を参照。

### 未収復地域

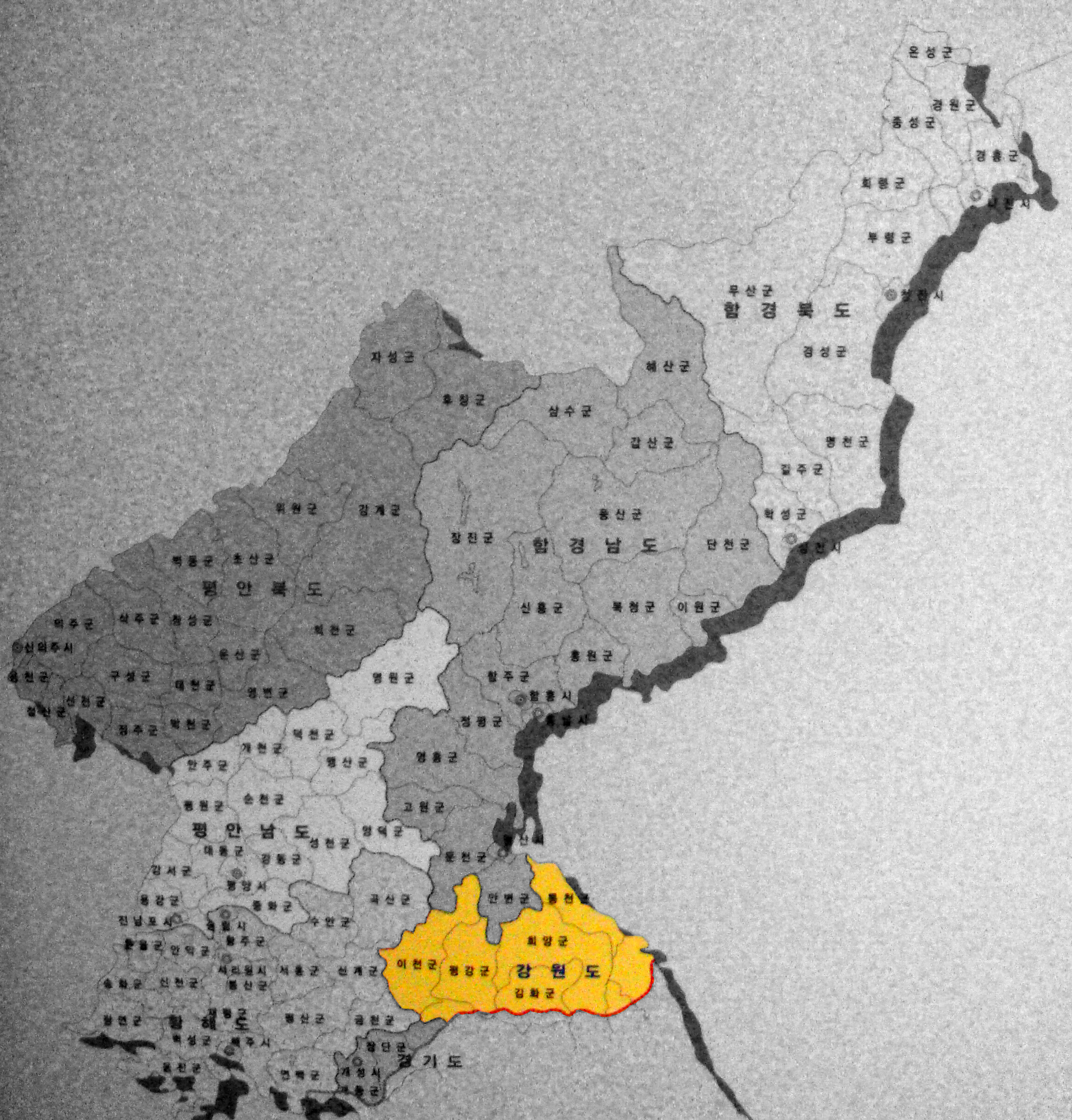
未収復江原道

江原特別自治道のうち、軍事境界線以北の北朝鮮実効支配地域に存在する、名目上の行政区画。以北五道委員会に属する郡守が置かれている。
北朝鮮の行政区画ではいずれも江原道に属する。なお、北朝鮮の江原道はこの他に咸鏡南道や京畿道、黄海道のそれぞれ一部を編入しているため、韓国の以北五道委員会における江原特別自治道の未収復地域とは一致していない。
- 伊川郡
- 金化郡※
- 通川郡
- 淮陽郡
- 平康郡※

※金化郡・平康郡の軍事境界線以南の地域は、鉄原郡に編入されている。
このほか、高城郡北部・鉄原郡北西部と楊口郡・麟蹄郡の最奥部も未収復地域となっている。

## 著名な出身者
- 崔圭夏 - 政治家
- 韓昇洙 - 政治家
- パク・サンチョル - 歌手
- ウォンビン - 俳優
- ソン・フンミン - プロサッカー選手
- キム・ヒチョル - SUPER JUNIOR
- キム・ナヨン - LIGHTSUM
- ハン・ソヒ - 女優

## 教育
- 東宇大学校
- 東海大学校
- カトリック関東大学校
- 翰林情報産業大学
- 江原専門大学（2024年度から新入生の募集停止[15]）
- 嶺東専門大学
- 江原観光大学
- 寧越工科大学
- 尚志大学校併設専門大学